# Jaunimo gretos
«Jaunimo gretos» («Яунимо грятос», с лит. — «Ряды молодёжи») — ежемесячный иллюстрированный журнал для молодёжи на литовском языке, издававшийся в 1944—1995 годах.

## История
Выходил с 22 августа 1944 года в Каунасе, с № 4 за 1945 год в Вильнюсе. Первые два номера носили названия „Jaunųjų gretos“ («Ряды молодых»). В 1944—1989 годах издавался Центральным комитетом Литовского коммунистического союза молодёжи (ЦК ЛКСМ). В 1989 году выходил также и на русском языке. В журнале публиковались статьи и другие материалы на темы коммунистического воспитания, общественной, политической и культурной жизни, а также произведения художественной литературы. 
В 1991—1995 годах издавался закрытым акционерным обществом „Jaunatis“. Выходили приложения к журналу „Pažintis“ (1992, тираж 25 000 экземпляров), „Palydovas“ (1993, тираж 10 000 экземпляров), „Dviese“ (1994, тираж 12 800 экземпляров; до 1995 года издавалось как самостоятельная двухнедельная газета). 
Тираж в 1944 году был 3 000 экземпляров, в 1988 году составлял около 190000 экземпляров, в 1989 году — 212000, в 1995 году — 11 000 экземпляров.

## Редакторы и сотрудники
Редакторами журнала были литовский советский прозаик, поэт и публицист Пятрас Цвирка (1944—1945), Юозас Буйвидас (1945), поэт Эдуардас Межелайтис (1946), Пранас Йонушка (1947—1949), Аронас Гаронас (1950—1955), поэт и журналист Йонас Лапашинскас (1955—1971), поэт и журналист Витаутас Бараускас (1934) }} (1971—1984), Казис Жиленас (1984—1991), Дануте Шяпятите-Алялюнене (1991—1992), А. Петрулис (1992—1995), поэт, прозаик, литературный критик Бенедиктас Янушявичюс (1995).
В редакции работали или публиковали свои произведения Йонас Авижюс, Альгимантас Будрис, Альфонсас Буконтас, Альбинас Бярнотас, Римантас Ванагас, поэтесса Янина Дягутите, автор сатирических произведений и произведений для детей Витауте Жилинскайте, поэт Марцелиюс Мартинайтис, Даниэлюс Мушинскас, поэт Владас Шимкус, Паулюс Ширвис и другие.